# Crimetime
Crimetime is een Brits-Amerikaanse dramafilm uit 1996 onder regie van George Sluizer.

## Verhaal
De werkloze acteur Bobby Mahon wordt gevraagd om een seriemoordenaar te spelen in een televisieprogramma dat moorden reconstrueert. Het programma wordt een succes, maar ook de echte moordenaar put er inspiratie uit.

## Rolverdeling
| Acteur             | Personage    |
| ------------------ | ------------ |
| Stephen Baldwin    | Bobby Mahon  |
| Pete Postlethwaite | Sidney       |
| Sadie Frost        | Val          |
| Geraldine Chaplin  | Thelma       |
| Karen Black        | Millicent    |
| James Faulkner     | Crowley      |
| Philip Davis       | Simon        |
| Marianne Faithfull | Zangeres     |
| Emma Roberts       | Linda        |
| Anne Lambton       | Madeleine    |
| Suzanne Bertish    | Lady Macbeth |
| Stephanie Buttle   | Terry        |
| Caroline Langrishe | Jenny Lamb   |
| Orla Charlton      | Slachtoffer  |
| Jackie Davis       | Slachtoffer  |